# Condrieu
Pour le vin, voir Condrieu (AOC).
Condrieu est une commune française, située dans le département du Rhône en région Auvergne-Rhône-Alpes.

## Géographie

### Localisation
Condrieu est située dans l'aire urbaine de Vienne et dans son unité urbaine, sur la rive droite du Rhône, à environ 11 km au sud de Vienne et 44 km au sud de Lyon, au pied des dernières pentes du mont Monnet.

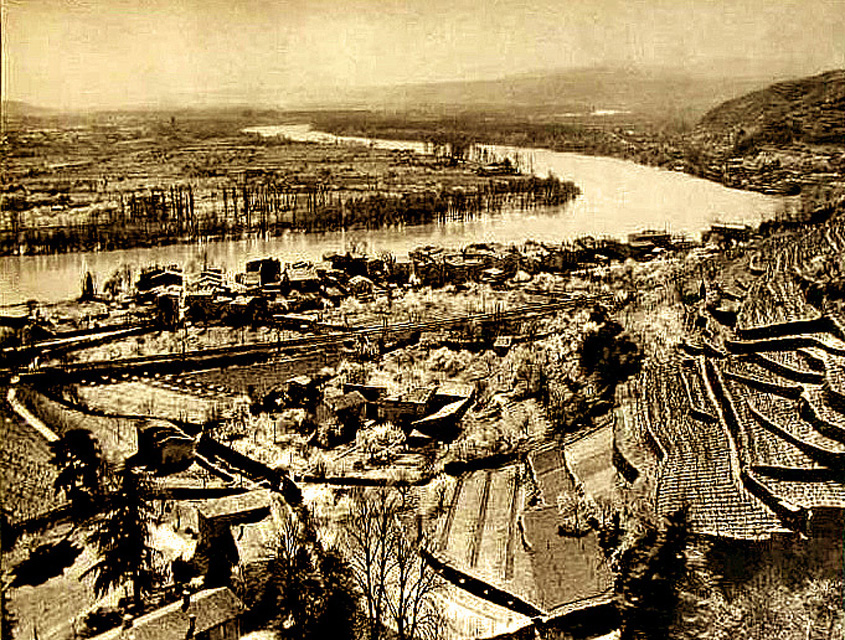
Vignobles de Condrieu vers 1925.

### Communes limitrophes
Les communes limitrophes sont  Chonas-l'Amballan, La Chapelle-Villars, Les Haies, Les Roches-de-Condrieu, Longes, Saint-Clair-du-Rhône, Saint-Prim, Tupin-et-Semons et Vérin.
| Longes                      | Les Haies                      | Tupin-et-Semons                                 |
| La Chapelle-Villars (Loire) | Condrieu                       | Chonas-l'Amballan (Isère)                       |
| Vérin (Loire)               | Les Roches-de-Condrieu (Isère) | Saint-Prim (Isère) Saint-Clair-du-Rhône (Isère) |

- sur la rive droite du Rhône :
  - dans le canton de Mornant : Longes, Les Haies et Tupin-et-Semons ;
  - dans le canton du Pilat (arrondissement de Saint-Étienne, département de la Loire) : La Chapelle-Villars et Vérin ;
- sur la rive gauche du Rhône :
  - dans le canton de Vienne-2 (arrondissement de Vienne, département de l'Isère) : Les Roches-de-Condrieu, Saint-Clair-du-Rhône, Saint-Prim et Chonas-l'Amballan.

### Géologie et relief
La superficie de la commune est de 921 hectares ; son altitude varie de 146  à   460 mètres.

### Transports en commun
La commune est desservie par la ligne 134 du réseau de bus L'va.

### Climat
Pour des articles plus généraux, voir Climat d'Auvergne-Rhône-Alpes et Climat du Rhône.
En 2010, le climat de la commune est de type climat océanique altéré, selon une étude du Centre national de la recherche scientifique s'appuyant sur une série de données couvrant la période 1971-2000. En 2020, Météo-France publie une typologie des climats de la France métropolitaine dans laquelle la commune est dans une zone de transition entre le climat semi-continental et le climat de montagne et est dans la région climatique  Sud-est du Massif Central, caractérisée par une pluviométrie annuelle de 800 à 1 200 mm, bien répartie dans l’année. 
Pour la période 1971-2000, la température annuelle moyenne est de 12,3 °C, avec une amplitude thermique annuelle de 18 °C. Le cumul annuel moyen de précipitations est de 773 mm, avec 8,4 jours de précipitations en janvier et 5,9 jours en juillet. Pour la période 1991-2020, la température moyenne annuelle observée sur la station météorologique de Météo-France la plus proche, « Reventin », sur la commune de Reventin-Vaugris à 6 km à vol d'oiseau, est de 12,9 °C et le cumul annuel moyen de précipitations est de 775,7 mm,. Pour l'avenir, les paramètres climatiques de la commune estimés pour 2050 selon différents scénarios d'émission de gaz à effet de serre sont consultables sur un site dédié publié par Météo-France en novembre 2022.

## Urbanisme

### Typologie
Au 1er janvier 2024, Condrieu est catégorisée ceinture urbaine, selon la nouvelle grille communale de densité à sept niveaux définie par l'Insee en 2022.
Elle appartient à l'unité urbaine de Vienne, une agglomération inter-départementale regroupant 25  communes, dont elle est une commune de la banlieue,,. Par ailleurs la commune fait partie de l'aire d'attraction de Lyon, dont elle est une commune de la couronne,. Cette aire, qui regroupe 397 communes, est catégorisée dans les aires de 700 000 habitants ou plus (hors Paris),.

### Occupation des sols
L'occupation des sols de la commune, telle qu'elle ressort de la base de données européenne d’occupation biophysique des sols Corine Land Cover (CLC), est marquée par l'importance des territoires agricoles (54,7 % en 2018), en diminution par rapport à 1990 (56,5 %). La répartition détaillée en 2018 est la suivante : 
terres arables (32,4 %), forêts (22,2 %), zones urbanisées (16,5 %), cultures permanentes (13 %), zones agricoles hétérogènes (6,4 %), eaux continentales (4,3 %), prairies (2,9 %), espaces verts artificialisés, non agricoles (2,2 %). L'évolution de l’occupation des sols de la commune et de ses infrastructures peut être observée sur les différentes représentations cartographiques du territoire : la carte de Cassini (XVIIIe siècle), la carte d'état-major (1820-1866) et les cartes ou photos aériennes de l'IGN pour la période actuelle (1950 à aujourd'hui).

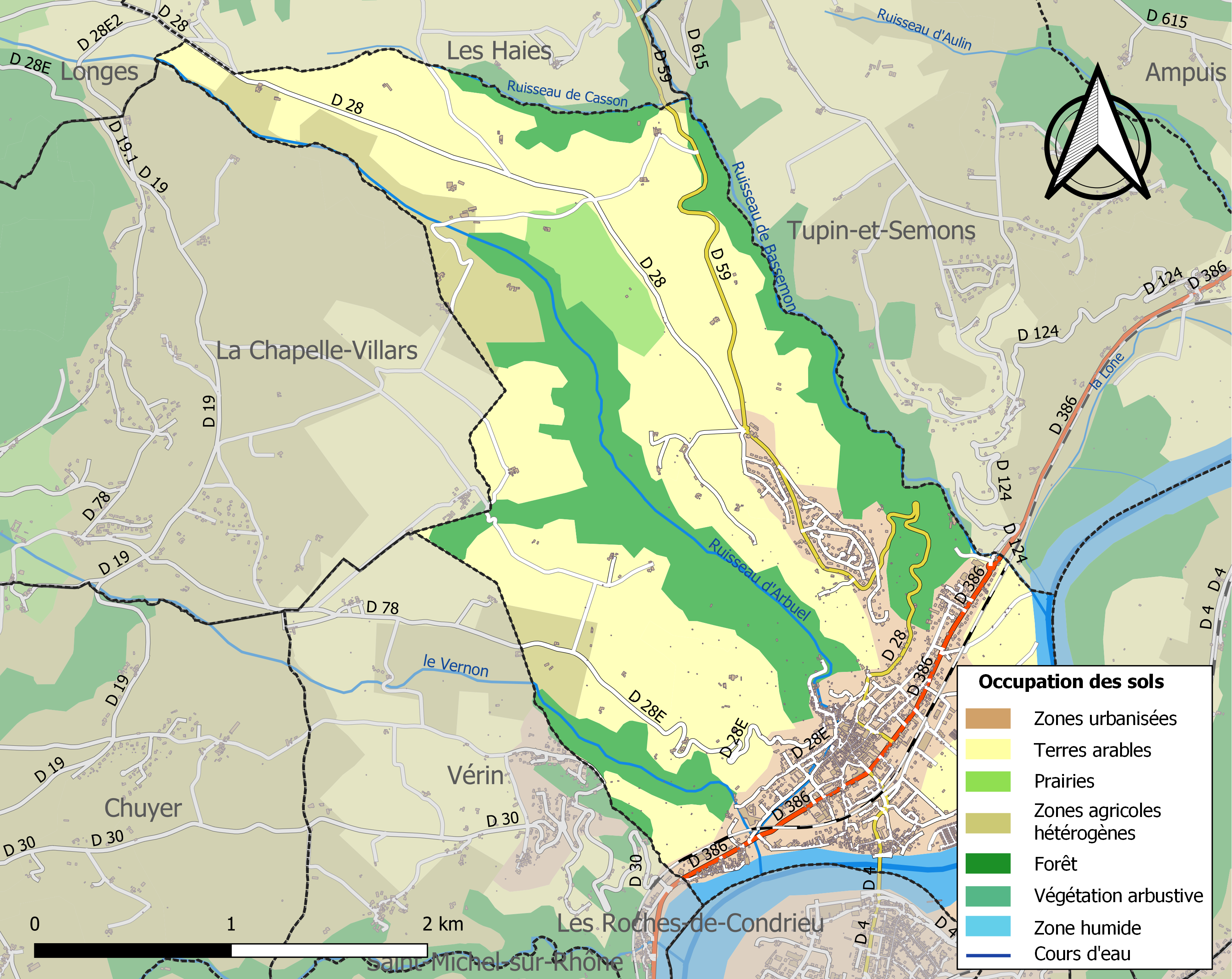
Carte des infrastructures et de l'occupation des sols de la commune en 2018 (CLC).

## Toponymie
Le nom de la ville est noté Conriacus au Xe siècle et Condriaco en 1251, formes qui seraient issues du gaulois et signifieraient l'« établissement de *Cuno-riios, de Libre-Loup », qu'il faut comprendre comme l'établissement d'un Gaulois portant le nom de « Libre-Guerrier, Mercenaire »,.

## Histoire
(août 2011).
Si vous disposez d'ouvrages ou d'articles de référence ou si vous connaissez des sites web de qualité traitant du thème abordé ici, merci de compléter l'article en donnant les références utiles à sa vérifiabilité et en les liant à la section « Notes et références ».
Quelques historiens[Qui ?] font remonter l'existence de Condrieu au IIIe siècle avant notre ère. La vocation viticole de la région était déjà connue du temps de Pline[réf. nécessaire], même si la composition et le goût des vins étaient sans doute très différents de ce qu'ils sont de nos jours.
Au XIe siècle, outre la production et le négoce du vin blanc, on note des activités de batellerie et de la fabrication industrielles d'étoffes et broderies. La ville fut fortifiée et entourée de murailles à la fin du XIIe siècle par Renaud de Forez, archevêque de Lyon. De ces fortifications ne subsiste qu'une tour du château qui domine la ville.
Au XVIe siècle, à l'époque de l'arrivée du protestantisme, l'histoire de l'imprimerie à Lyon marque un virage. La région lyonnaise devient la capitale européenne de l'imprimerie et l'un des premiers lieux de tissage de la soie en France. Ce dynamisme profite aux campagnes. Le secteur de Condrieu et Pélussin accueille un ingénieur italien, Pierre Benay qui implante des moulins à dévider les cocons de soie, sous la protection du seigneur protestant Jean de Fay.
Durant la Seconde Guerre mondiale la commune abritait un bureau de recrutement de la LVF, recouvert par une nouvelle façade à la fin des années 1990, portant encore, en plus des inscriptions invitant au recrutement, des peintures apposées par des résistants locaux, représentant la croix de Lorraine et le V de la victoire.

### Héraldique
Victor Adolphe Malte-Brun (in la France illustrée, 1882) rapporte deux blasonnements :

« De gueules, au griffon d'or, affronté à un lion d'argent couronné d'or. »

« De sable à un chevron d'argent, chargé d'une billette du champ. »

### Administration municipale

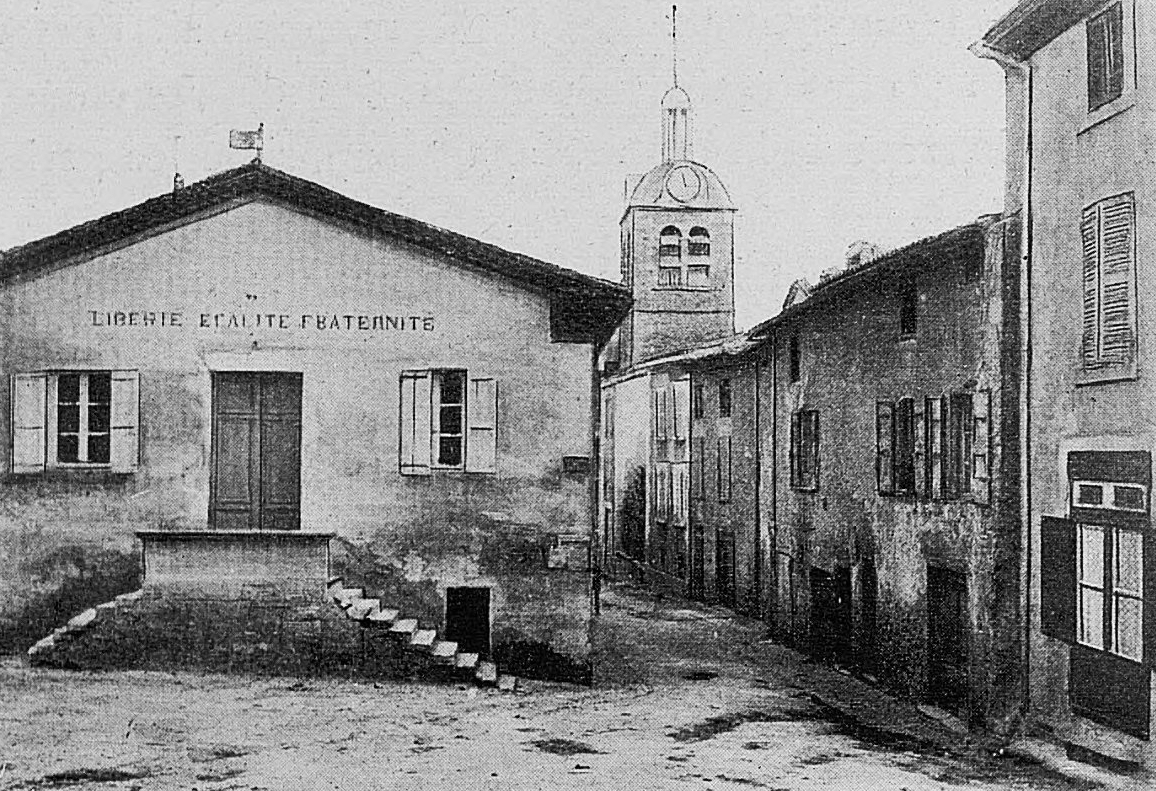
La mairie en 1901-1902.

## Politique et administration

### Intercommunalité
La commune faisait partie jusqu'au 31 décembre 2017 de la communauté de communes de la région de Condrieu, dont elle abrite le siège. Depuis la fusion de cette structure avec ViennAgglo, Condrieu fait désormais partie de la communauté d'agglomération Vienne Condrieu Agglomération qui est à cheval entre le département de l'Isère et celui du Rhône.

## Population et société

### Démographie
L'évolution du nombre d'habitants est connue à travers les recensements de la population effectués dans la commune depuis 1793. Pour les communes de moins de 10 000 habitants, une enquête de recensement portant sur toute la population est réalisée tous les cinq ans, les populations de référence des années intermédiaires étant quant à elles estimées par interpolation ou extrapolation. Pour la commune, le premier recensement exhaustif entrant dans le cadre du nouveau dispositif a été réalisé en 2004.

En 2022, la commune comptait 3 945 habitants, en évolution de +1,75 % par rapport à 2016 (Rhône : +3,93 %, France hors Mayotte : +2,11 %).
| 1793  | 1800  | 1806  | 1821  | 1831  | 1836  | 1841  | 1846  | 1851  |
| ----- | ----- | ----- | ----- | ----- | ----- | ----- | ----- | ----- |
| 4 056 | 4 350 | 4 900 | 3 853 | 3 864 | 3 591 | 3 300 | 3 172 | 3 132 |

| 1856  | 1861  | 1866  | 1872  | 1876  | 1881  | 1886  | 1891  | 1896  |
| ----- | ----- | ----- | ----- | ----- | ----- | ----- | ----- | ----- |
| 2 788 | 2 567 | 2 575 | 2 602 | 2 542 | 2 185 | 2 190 | 2 104 | 2 149 |

| 1901  | 1906  | 1911  | 1921  | 1926  | 1931  | 1936  | 1946  | 1954  |
| ----- | ----- | ----- | ----- | ----- | ----- | ----- | ----- | ----- |
| 2 144 | 2 168 | 2 041 | 2 022 | 2 183 | 2 284 | 2 410 | 2 389 | 2 550 |

| 1962  | 1968  | 1975  | 1982  | 1990  | 1999  | 2004  | 2006  | 2009  |
| ----- | ----- | ----- | ----- | ----- | ----- | ----- | ----- | ----- |
| 2 926 | 3 411 | 3 132 | 3 078 | 3 093 | 3 424 | 3 579 | 3 626 | 3 830 |

| 2014  | 2019  | 2022  | - | - | - | - | - | - |
| ----- | ----- | ----- | - | - | - | - | - | - |
| 3 889 | 3 957 | 3 945 | - | - | - | - | - | - |

### Enseignement
La ville de Condrieu dispose de six établissements scolaires :
- une école maternelle publique et une privée ;
- une école primaire publique et une privée (école des Granges) ;
- un collège public (collège de Bassenon) et un collège privé (collège Les Marronniers).

### Manifestations culturelles et festivités
- La commune de Condrieu propose une saison culturelle (concerts, expositions, théâtre, cinéma, jeux, etc) et accueille de nombreuses manifestations toute l'année : festival Vendanges Graphiques, salon régional des vins bio, festival de l'humour, festival de théâtre amateur, cinéma solidaire, Caravan'Jazz, animations et ateliers à la médiathèque...
- Au 1er mai a lieu la fête du vin et de la rigotte, fromage de chèvre local bénéficiant depuis peu d'une AOC. Ce jour de nombreuses animations ont lieu dans les rues de la ville, commerçants et artisans proposant des attractions diverses. Une biennale de sculpture sur bois est également mise en place depuis une dizaine d'années. Véritable symposium, elle accueille des artistes de pays différents, travaillant sous l'œil du public la semaine précédant le 1er mai.
- Au mois de juillet ont lieu les cafés de l'été, manifestation de musique, tous les mardis du mois installée à la terrasse des cafés de la ville. Le 14 de ce mois, on peut aller danser au bal populaire qui est suivi d'un feu d'artifice.
- Le premier week-end d'août a lieu la vogue de Condrieu. Organisée chaque année par les conscrits âgés de 18 ans.
- À l'automne et tous les deux ans, la fête de Condrieu (Rhône, patrimoine..)  parcourt les rues de la ville et investit les berges du fleuve au son de fanfares et autres orchestres de rues.
- A l'initiative de 6 associations locales, la fête du "slip", 12 octobre 2024, parait un brin décalée. Elle a pourtant l'heureuse initiative de collecter des sous vêtements neufs pour les plus démunis, le tout dans une ambiance festive, musicale et surtout habillée !

### Santé
Condrieu possède une Maison de santé pluridisciplinaire, une   pharmacie, un hôpital local ainsi qu'une maison de retraite, une résidence seniors, un laboratoire d'analyses médicales et un pôle de médecines douces.

### Cadre de vie
Condrieu propose un cadre de vie agréable au bord du Rhône, à proximité de la plaine maraîchère ou d'espaces naturels protégés comme l'Ile du Beurre, et au pied des coteaux viticoles de l'AOP Condrieu.
Sur les hauteurs et le plateau agricole, on trouve de l'élevage bovin et caprin, une production laitière transformée qui sert de base à la fabrication de fromages et de l'AOP Rigotte de Condrieu.

### Environnement
La commune a mis en place une politique de développement durable visant à rénover les bâtiments publics en économisant l'énergie, à utiliser l'énergie non fossile pour rafraîchir les bâtiments (géothermie), développer la mobilité douce et active (zone de rencontre, pistes cyclables, veloroute, covoiturage...), mettre en place des jardins familiaux et  préserver la biodiversité, utiliser des produits locaux et bio dans la restauration scolaire, etc
Condrieu fait partie du projet  TEPOS, territoire à énergie positive avec Vienne Condrieu Agglomération.
Élus et citoyens du Parc du Pilat ont créé la Centrale Villageoise de la Région de Condrieu, une première en France, qui regroupe des actionnaires citoyens qui produisent collectivement de l'énergie à partir d'installations photovoltaïques sur des toitures privées et publiques.

## Culture locale et patrimoine

### Lieux et monuments
- Chapelle de la Visitation (inscrit monument historique 27 avril 1988).
- Maison du maréchal de Villars, dite maison du gouverneur de la gabelle (inscrit monument historique 1er avril 1988).
- Château de Condrieu (tour Garon).
- Château du Rozay, demeure fortifiée du XVe siècle.
- Pont suspendu de Condrieu édifié en 1935 reliant la commune du même nom et Les Roches-de-Condrieu.
- Vernon, appelée au XIXe « Le clos Dardel », ancienne propriété de l'architecte René Dardel. Il en a dessiné le parc, et a entièrement remodelé la maison de maître située au pied du coteau dit "Coteau de Vernon".
- Église Saint-Étienne : la première église de Condrieu aurait été construite au Ve siècle. En 1330, une nouvelle église gothique vit le jour à la demande des nobles et des bourgeois de la ville. Une société de huit prêtres est instituée en 1410 et dessert la paroisse. Pendant les guerres de Religion, en 1562, les protestants détruisent l'église qui, après le retour d'une période de postérité est reconstruite en 1588. En 1758, trois nefs sont construites ainsi que le clocher doté de trois cloches. En 1790, à la Révolution, le curé de Condrieu se rebelle et refuse de prêter serment à la constitution. Les biens sont vendus (couvent de la Visitation, église). En 1905, les orgues sont installées. Le tympan de l'église est inscrit aux Monuments Historiques depuis le 18 janvier 1926.

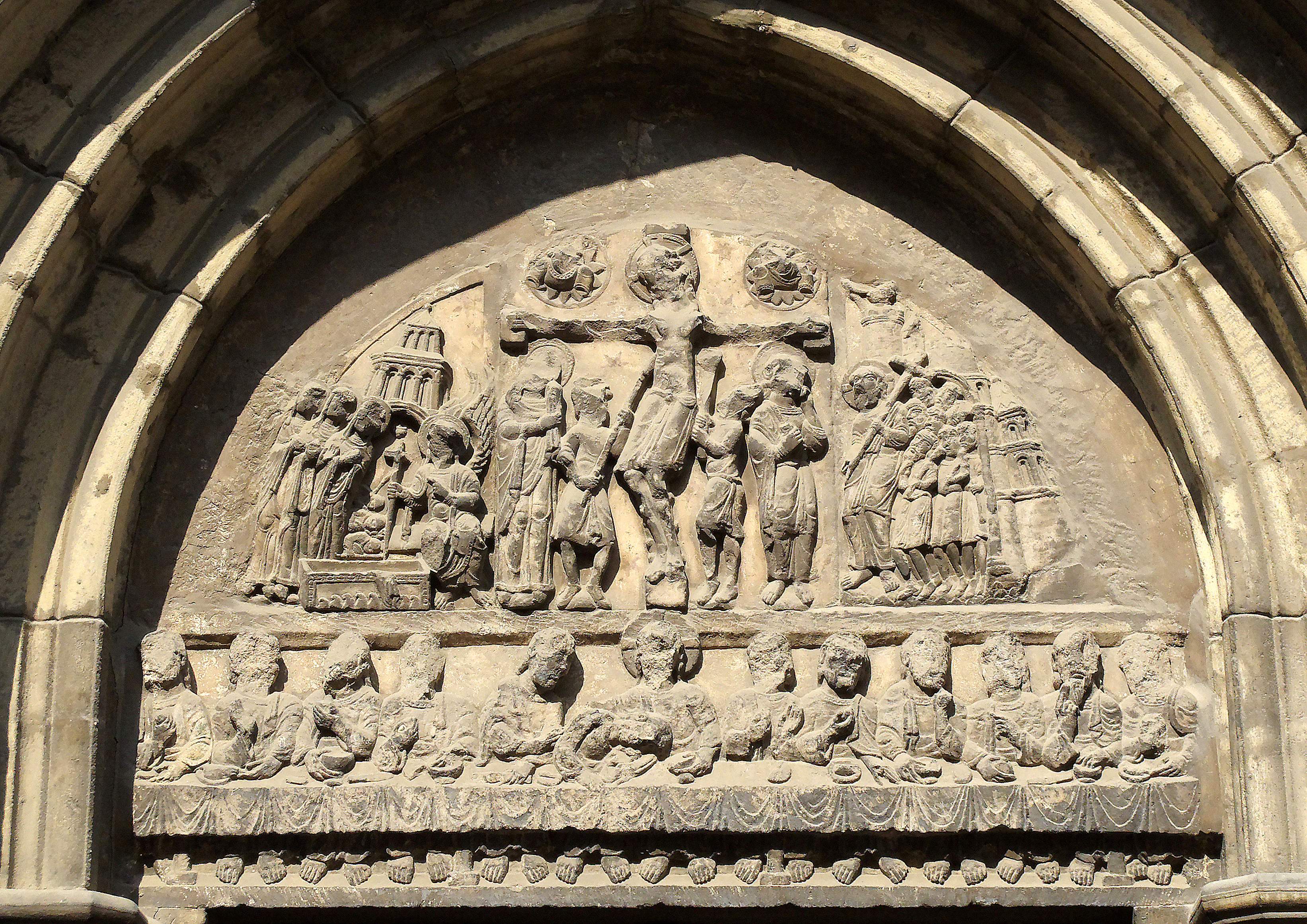
Église Saint-Étienne.
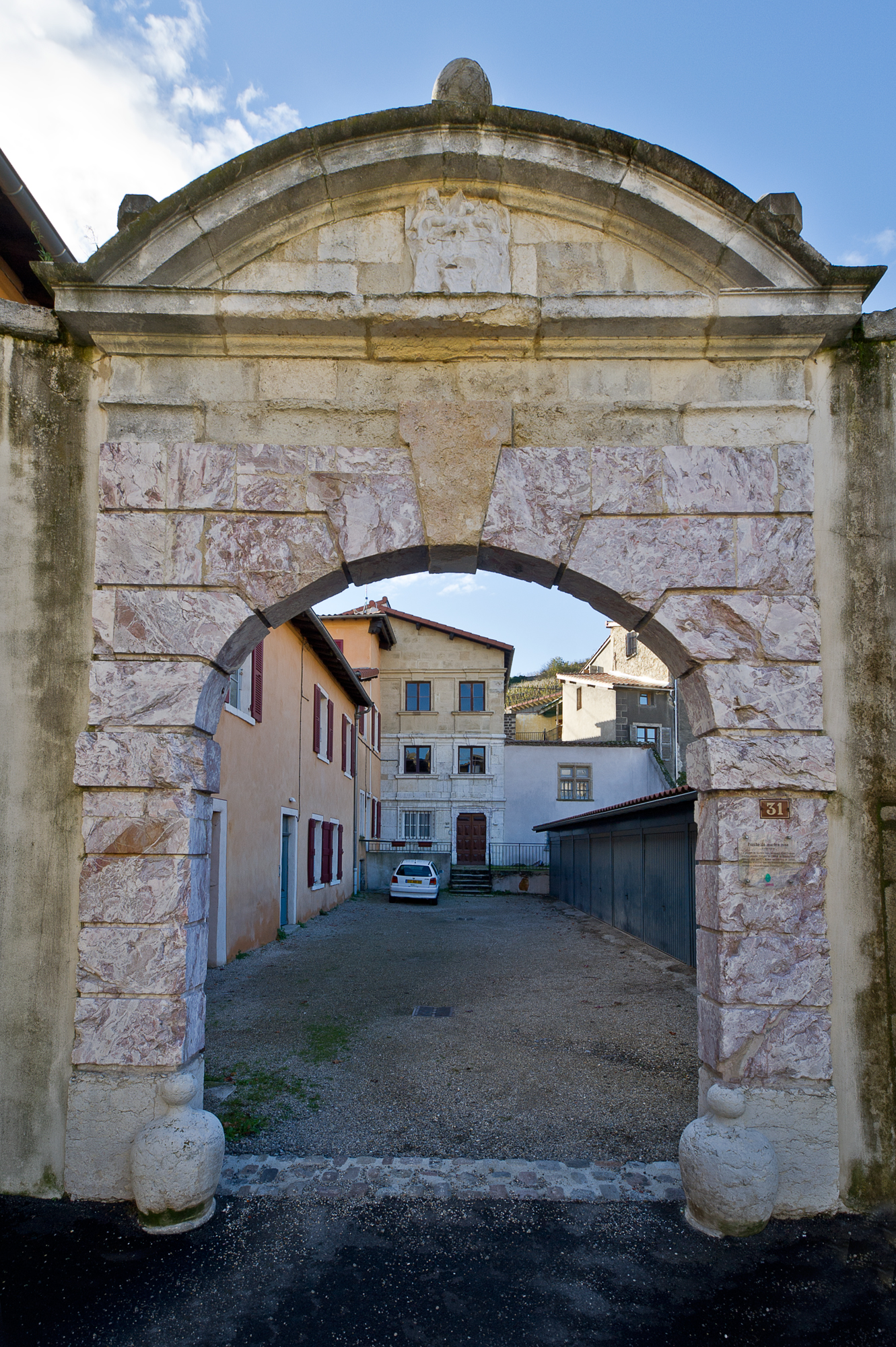
Portail monumental de l'hôtel de Villars.
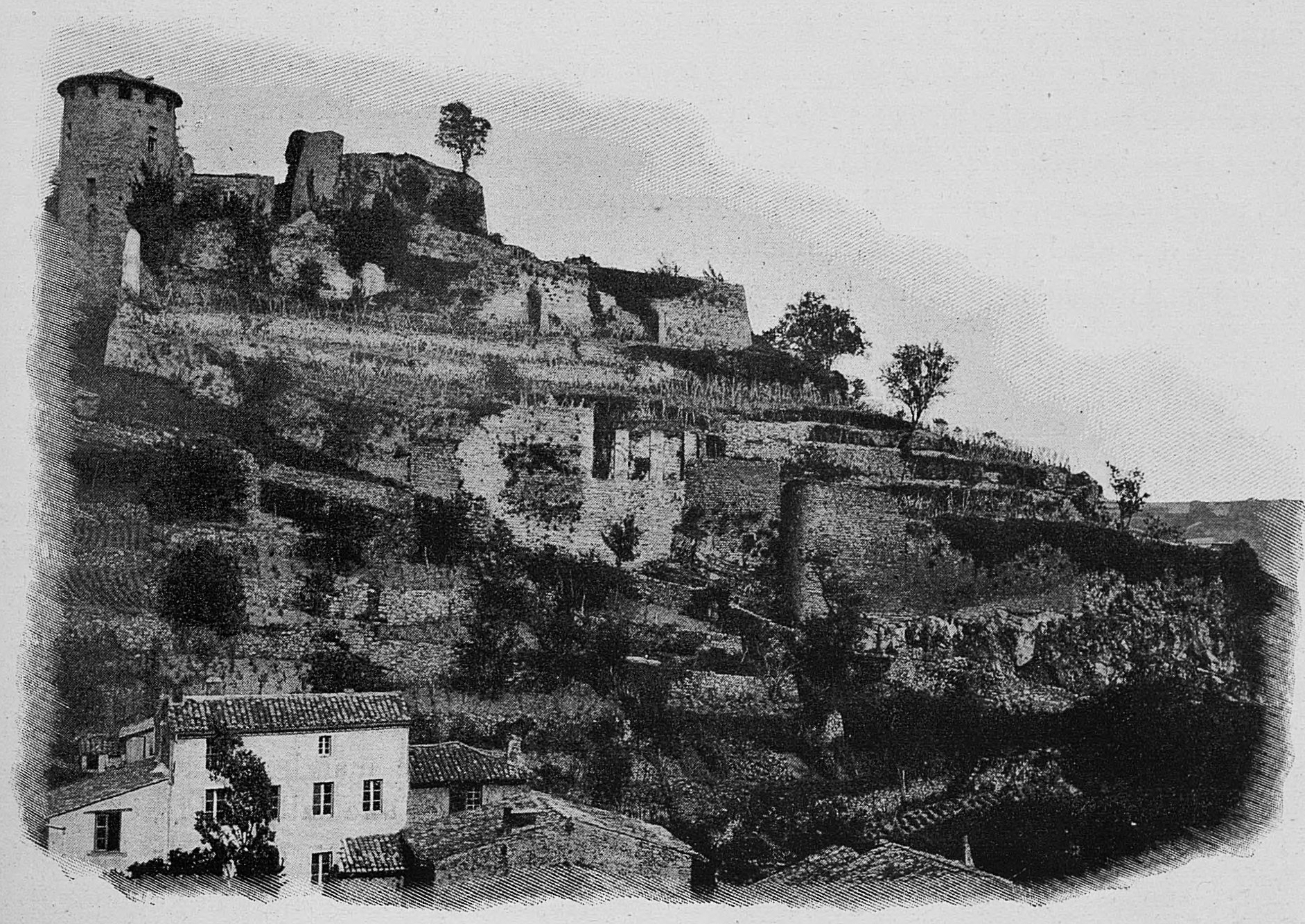
Le vieux château.
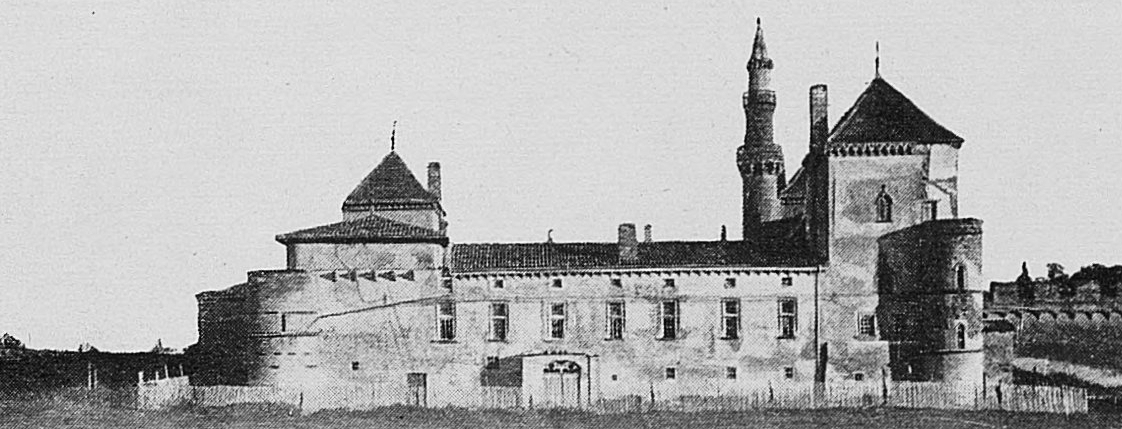
Le château du Rozay.
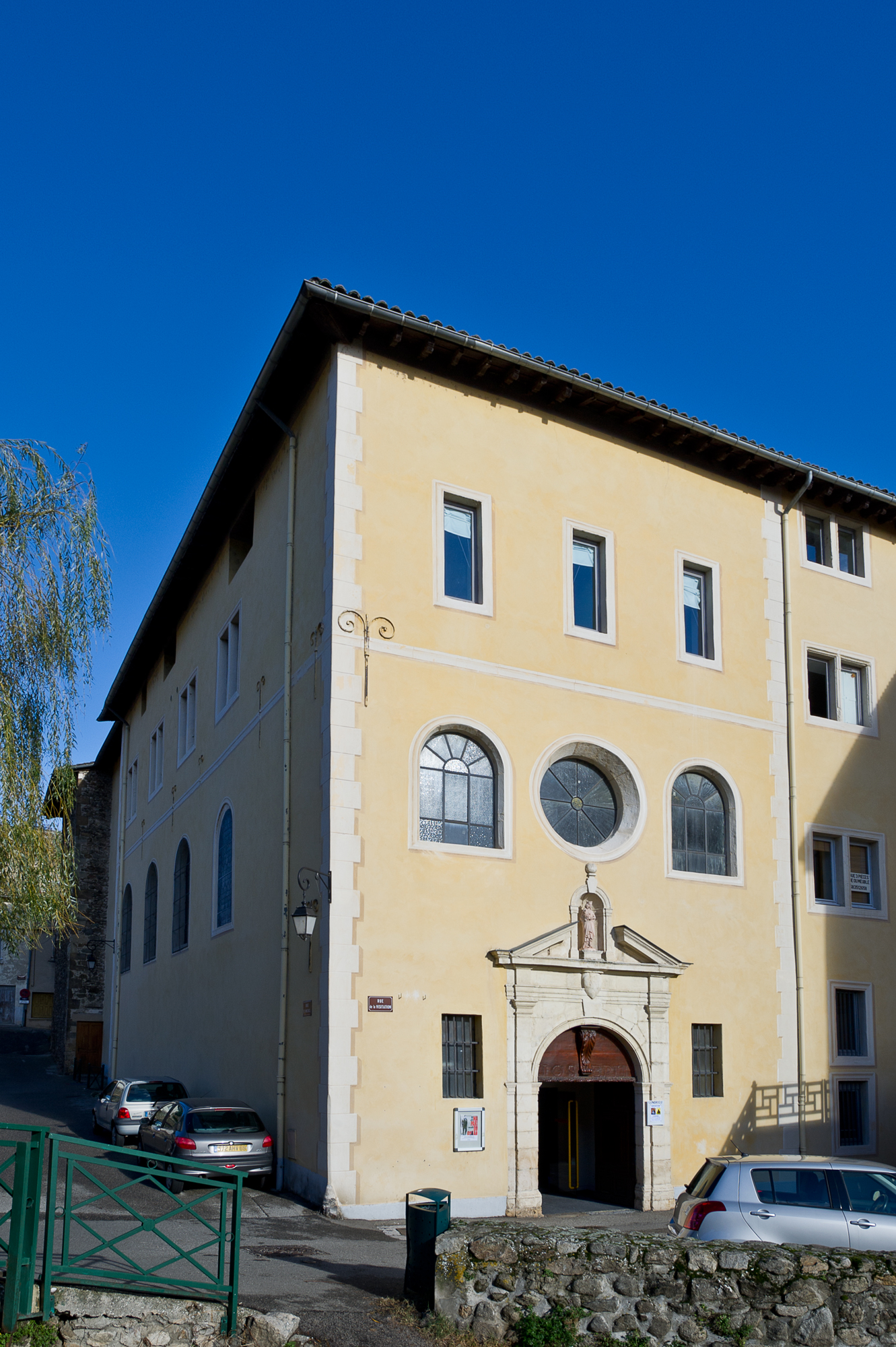
La chapelle du couvent de la Visitation.

### Patrimoine naturel
- La commune de Condrieu est adhérente du parc naturel régional du Pilat.

### Personnalités liées à la commune
- Josserand Lambert, chevalier, seigneur de Condrieu en 1220, est le premier connu de la noble famille Lambert qui possédait en outre les terres de la Roche, de Lissieu et de Mions aux confins du Lyonnais selon l'Armorial du Dauphiné de Gustave de Rivoire de la Bâtie. Il semble que Josserand Lambert ait acquis le fief de Condrieu d'Hugues de Grigny et de son frère en 1220, selon une vérification des titres de péage en 1613[22].
- Jean Monnet (1703-1785), né à Condrieu, directeur de l'Opéra Comique puis de l'Opéra de Lyon. Écrivain et mémorialiste.
- Claude Louis Hector, duc de Villars (1653-1734), maréchal général des camps et armées du roi, donné comme natif de Condrieu par Victor Adolphe Malte-Brun dans La France illustrée et né à Moulins selon le Grand Larousse encyclopédique. À la suite d'une rencontre avec saint François de Sales, il fonde en 1631 le couvent de la visitation en faisant don de sa demeure paternelle.
- René Dardel (1796-1871), Architecte en chef de la Ville de Lyon, qui a habité à Vernon (dit à l'époque le Clos Dardel), propriété héritée de son beau-père, négociant en vins, Jean Chaize. Il a entièrement remanié par ses talents d'architecte l'ordonnancement de la maison de maître et a dessiné le parc dans lequel se trouve la maison d'enfance de Georges Vernay et Christine Vernay.
- Eugène Genet (1850-1904), homme politique, maire de Condrieu, conseiller général et député du Rhône
- Gilles Mas, né à Condrieu en 1961. Ancien coureur cycliste professionnel, il participa à 5 Tours de France et 2 Tours d'Espagne.
- Gabriel Montcharmont, né à Autun le 7 avril 1940 et mort le 15 janvier 2019. Homme politique qui était maire de Condrieu (1983-2008), conseiller général du Rhône (1988-2008), député de la XIe circonscription du Rhône (1988-1993, 1997-2002)
- Jacques Remiller, né à Condrieu le 13 avril 1941. Homme politique maire de Vienne (Isère) de 2001 à 2014 et député de la 8e circonscription de l'Isère (2002-2012).
- Alain Decortes (né à Sainte-Colombe en 1952), auteur de romans policiers, y a passé son enfance
- Jean-Christophe Rolland (1968-), rameur en deux sans barreur français, champion olympique y est né.
- Joseph Vignal (1922-), député poujadiste en 1956, a été commerçant charcutier à Condrieu.
- Georges Vernay (1926-2017), né à Condrieu, dit "Pape du Condrieu", mondialement reconnu pour avoir sauvé le viognier
- Christine Vernay (1957-), viticultrice née à Condrieu.
- Paule Castaing (1911-2014), cheffe étoilée de l'auberge Le Beau Rivage de 1946 à 1988.

## Économie

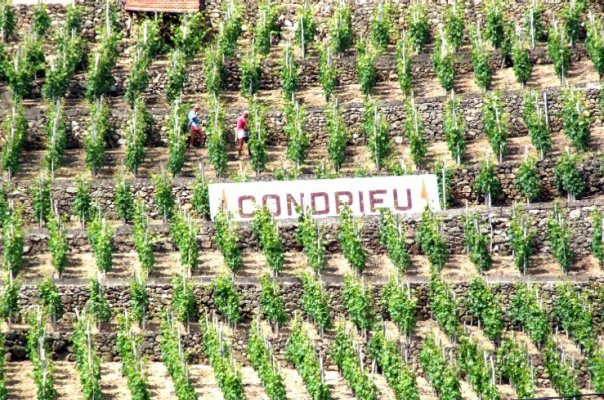
Le vignoble de Condrieu.

Les activités agricoles principales sont :
- la viticulture et la vinification de vin condrieu (AOC) ;
- l'élevage et la fabrication du fromage de chèvre, la Rigotte de Condrieu (AOC) ;
- la culture maraîchère.

La commune compte de nombreux commerces, artisans  et services publics ou privés. Ainsi qu'une offre touristique avec hébergement en gîtes ou chambres d'hôtes, et des activités touristiques diversifiées (circuit de randonnée Jean-Jacques Rousseau et autres sentiers pédestres, visite de caves, découverte du patrimoine, balade vélo sur la ViaRhona, téléski nautique, balades dans les vignes en gyropode...)
Vienne Condrieu Agglomération a  la compétence Développement Economique du territoire et accompagne, avec la commune, les entreprises et créateurs d'activités sur Condrieu.

## Sports
Condrieu possède la particularité de pratiquer les joutes nautiques. C'est une activité sportive traditionnelle que pratiquent beaucoup de villages sur les bords du Rhône, dans la région Auvergne-Rhône-Alpes. Condrieu pratique les joutes de la méthode lyonnaise.
À la base de loisirs de Condrieu-les-Roches se pratiquent le téléski nautique, le wakeboard et la baignade.
La commune compte de nombreuses associations sportives qui proposent des activités variées pour "Bouger à Condrieu".
Les installations sportives (piscine, Dojo..) sont gérées par le Sigis avec les communes de Saint-Clair du Rhône et les Roches de Condrieu.